# Mündlichkeitsgrundsatz
Der Grundsatz der Mündlichkeit gehört zusammen mit dem Öffentlichkeitsgrundsatz und dem Unmittelbarkeitsprinzip zu den grundlegenden Prozessmaximen in deutschen Gerichtsverfahren.

## Deutschland

### Geschichte
Während im preußischen Aktenprozess der Schriftlichkeitsgrundsatz herrschte und nur Schriftliches zur Urteilsfindung berücksichtigt werden durfte (quod non legitur, non creditur beziehungsweise quod non est in actis, non est in mundo), wurde unter dem Einfluss des napoleonischen Code de procédure civile von 1806 mit Inkrafttreten der Reichsjustizgesetze 1879 die Gerichtsverhandlung in mündlicher Form, also durch den mündlichen Vortrag der Beteiligten vor dem erkennenden Gericht, eingeführt. 1924 wurde im Rahmen der sogenannten Emminger-Novellen die Bezugnahme auf Anträge und Schriftsätze möglich.

### Grundrechtliche Gewährleistung
Die mündliche Verhandlung ist das Kernstück des gerichtlichen Verfahrens.
Das Erfordernis der mündlichen Verhandlung wird für bestimmte Verfahrensarten von Art. 6 Abs. 1 Satz 1 EMRK vorgeschrieben. Danach muss zu irgendeinem Zeitpunkt zwischen dem Beginn eines solchen Verfahrens und seiner Rechtskraft eine mündliche Verhandlung stattfinden. Findet in diesem Fall das gesamte Verfahren über keine einzige mündliche Verhandlung statt, verletzt dies das Grundrecht auf Gewährung rechtlichen Gehörs.
Aus Art. 103 Abs. 1 GG folgt nach ständiger Rechtsprechung des Bundesverfassungsgerichts aber kein unmittelbarer ein Anspruch auf eine mündliche Verhandlung. Vielmehr ist es Sache des Gesetzgebers zu entscheiden, in welcher Weise rechtliches Gehör gewährt werden soll. Hat eine mündliche Verhandlung aber von Gesetzes wegen stattzufinden, wie dies in den Fällen des § 495a Satz 2 ZPO auf Antrag einer Partei vorgeschrieben ist, verletzt eine diesen Antrag ohne Weiteres übergehende Entscheidung ohne mündliche Verhandlung den Anspruch auf rechtliches Gehör aus Art. 103 Abs. 1 GG. Mit einer solchen Verfahrensweise wird das rechtlich geschützte Vertrauen des Betroffenen, Tatsachen und Rechtsauffassungen noch im Rahmen einer mündlichen Verhandlung unterbreiten zu können, in überraschender Weise enttäuscht und die Bedeutung und Tragweite des Grundrechts auf rechtliches Gehör verkannt.

### Einfaches Recht
Die meisten Verfahrensordnungen schreiben den Mündlichkeitsgrundsatz ausdrücklich vor, so etwa § 128 Abs. 1 ZPO, § 33 Abs. 1 StPO oder § 101 Abs. 1 VwGO. Im Interesse der Prozessökonomie sind jedoch mit Zustimmung der Parteien ausnahmsweise Entscheidungen ohne mündliche Verhandlung möglich, z. B. im Zivilprozess gem. § 128 Abs. 2 ZPO sowie bei Entscheidung durch Gerichtsbescheid. Im Strafverfahren kann insbesondere durch den Strafbefehl eine Entscheidung ohne mündliche Verhandlung herbeigeführt werden. Eine Verständigung im Strafverfahren ist dagegen nur in der Hauptverhandlung zulässig.

### Weitere Konsequenzen
Obwohl dies gesetzlich nicht ausdrücklich geregelt ist, ist ein hör- oder sprechunfähiger Richter oder Schöffe in Strafverfahren regelmäßig nicht fähig, an Verhandlungen teilzunehmen. Dies folgt aus dem die Hauptverhandlung beherrschenden Grundsatz der Mündlichkeit, der die Fähigkeit voraussetzt, Gesprochenes akustisch wahrzunehmen und sich in dem durch Rede und Gegenrede gekennzeichneten Gang der Hauptverhandlung mündlich zu äußern. Gegebenenfalls ist das Gericht nicht vorschriftsmäßig besetzt, was im Strafrecht einen absoluten Revisionsgrund darstellt (§ 338 Nr. 1 StPO).

## Österreich
Im Hinblick auf den im § 176 ZPO verankerten Verfahrensgrundsatz der Mündlichkeit der Verhandlung vor dem erkennenden Gericht kann – sofern nicht eine Sondernorm besteht (z. B. §§ 399, 442 ZPO) – in Schriftsätzen enthaltenes Vorbringen nur dann berücksichtigt werden, wenn es in der Verhandlung mündlich vorgetragen wurde.